# Eurytoma compressa
Eurytoma compressa is een vliesvleugelig insect uit de familie Eurytomidae. De wetenschappelijke naam is voor het eerst geldig gepubliceerd in 1794 door Fabricius.